# Forbrugerrådet Tænk
 Der er for få eller ingen kildehenvisninger i denne artikel, hvilket er et problem. Du kan hjælpe ved at angive troværdige kilder til de påstande, som fremføres i artiklen.

Forbrugerrådet Tænk er en uafhængig forbrugerorganisation, der arbejder for at fremme bæredygtigt og socialt ansvarligt forbrug og velfungerende markeder med det formål at sikre forbrugernes rettigheder og gøre forbrugerne til en magtfaktor på markedet.
Forløberen for Forbrugerrådet Tænk er Danske Husmødres Forbrugerråd, der blev stiftet i 1947.
I 1960'erne skiftede foreningen navn til Forbrugerrådet, da det ikke længere kun var kvinderne i hjemmet, der betragtede sig selv som forbrugere. I 2013 tilføjedes bladets titel Tænk til medlemsorganisationens navn: Forbrugerrådet Tænk.

## Organisation
Forbrugerrådet Tænk har ca. 90.000 personlige medlemmer og 28 medlemsorganisationer, men arbejder for alle forbrugere, uanset deres ressourcer, bopæl og politisk observans. Forbrugerrådet Tænk arbejder for at forbedre forbrugernes vilkår gennem debat, oplysning og hjælp til alle med interesse for sammenhængen mellem forbrug og samfund.
Rådets nuværende formand er Jesper Olsen, der blev valgt den 2. december 2024. Forbrugerrådet Tænk øver politisk indflydelse bl.a. gennem sæde i 332 råd og nævn, ligesom man yder gratis forbrugerrådgivning. Desuden står Forbrugerrådet Tænk i København, Ringsted, Odense, Nykøbing Falster, Kolding, Esbjerg og Aalborg for gratis gældsrådgivning til socialt udsatte, som varetages af frivillige.

## Magasinet Forbrugerrådet Tænk
Forbrugerbladet Forbrugerrådet Tænk indeholder blandt andet test af aktuelle produkter inden for fx elektronik, hus & have, børn, biler og cykler, personlig pleje, mad og samfundsansvar), samt artikler af mere overordnet karakter omhandlende forbrugerorienteret stof. Forbrugerrådet Tænk har i perioden 2009 - 2021 desuden udgivet magasinet Forbrugerrådet Tænk Penge.
Begge magasiner produceres af Bonnier for så vidt angår det journalistiske indhold, mens alle test laves af Forbrugerrådet Tænks testafdeling og Forbrugerrådet Tænks kommunikationschef Anne Pøhl Enevoldsen er ansvarshavende chefredaktør.

## Tænk Mer A/S
Forbrugerrådet Tænks datterselskab Tænk Mer A/S blev stiftet i 2009 i forbindelse med lanceringen af magasinet Tænk Penge og havde til formål at skabe produkter, der gjorde det bedre, nemmere og billigere at være forbruger. Tænk Mer A/S modtog ikke offentlig støtte. Aktiviteterne skulle være omkostningsdækket, og et eventuelt overskud fra aktiviteterne under Tænk Mer A/S skulle geninvesteres ubeskåret til aktiviteter til gavn for forbrugerne.
Tænk Mer A/S blev nedlagt ved årsskiftet 2014/15.

## Taenk.dk
Taenk.dk er Forbrugerrådet Tænks hjemmeside med til enhver tid omkring 200+ produkttest i kategorierne: Børn, computere og software, elektronik, foto og video, fritid og sport, hus og have, hvidevarer, internet og privacy, mad, rejser og transport, sundhed og personlig pleje samt financielle test. Testene baserer sig på det anerkendte, internationale testsamarbejde ICRT og offentliggøres i Danmark i medlemsmagasinet Forbrugerrådet Tænk og på taenk.dk.
Hjemmesiden kobler testene med aktuel politik og med gode råd blandt andet baseret på erfaringerne fra Forbrugerrådet Tænks repræsentanter i de 29 forskellige ankenævn og rådgivningen til forbrugere, der ringer ind til Forbrugerrådets hotline med spørgsmål. Hjemmesiden bruges også af mange studerende til at finde nyttige informationer om det danske forbrugermarked.

## Tænk test
Forbrugerrådet Tænk laver hvert år ca 100 test af forskellige produkter som fx vaskemaskiner, støvsugere, frysere, autostole, solcremer m.m. de tester også fødevarer som kan være alt fra havregryn til olivenolie, samt en lang række financielle servicetest, som fx elselskaber, andelsboliglån, husforsikringer og investeringsfonde. 
De fleste produkttest bliver lavet i samarbejde med International Consumer Research & Testing (en) (ICRT), som er et internationalt samarbejde mellem forbrugerorganisationer. Testene af produkter bliver udført på uvildige og akkrediterede laboratorier laboratorier i Europa.[kilde mangler]